# 華吹雪
華吹雪（はなふぶき）は、1985年（昭和60年）に青森県で育成されたイネ（稲）の品種。「ふ系103号」を花粉親、「おくほまれ」を種子親とする交配によって育成された。品種名は、青森県が誇る弘前城の桜が咲き誇る様から命名された。酒造好適米としての2022年の生産量は12位。

## 概要
熟期は中生で、多収。短稈で耐倒伏性が強い。耐冷性と耐病性は中。
千粒重は29.4gと極大粒。心白発現率は高いものの、心白が大きいため高精米は難しく大吟醸には向かないが、純米酒に適する。
短稈で耐倒伏性が強いことから、「美山錦」、「山田錦」等の酒造適性は高いが倒伏しやすい稲と、栽培適性の向上を目的とした交配が行われた。そのため、後述の通り子孫品種が多い。
華吹雪で造った清酒は丸味があり、香味の調和のとれた酒であると評価されている。

## 関連品種

### 子品種
- 秋系酒306 -「秋田酒40号」との交配[7]
- 石川酒30号 -「五百万石」との交配[8]
- 出羽燦々 -「美山錦」との交配[9]
- 華想い -「山田錦」との交配[10]

### 孫品種
- 秋田酒こまち -「秋系酒306」と「秋系酒251」との交配[7]
- 吟ぎんが -「出羽燦々」と「秋田酒49号」との交配[11]
- 出羽の里 -「出羽燦々」と「吟吹雪」との交配[9]
- 結の香 -「華想い」と「山田錦」の交配[12]
- 夢の香 -「出羽燦々」と「八反錦1号」の交配[13]

### ひ孫品種
- 吟さやか -「吟ぎんが」と「春陽」の交配[11]
- 華さやか -「吟ぎんが」と「黒1900」の交配[14]
- 雪女神 -「出羽の里」と「蔵の華」の交配[15]
- 吟烏帽子 - 「出羽の里」と「青系155号」の交配[16]